# Pristimantis prometeii
O Pristimantis prometeii é uma espécie de anfíbio da família Craugastoridae. É encontrada na Reserva Buenaventura, na província El Oro, no sudoeste do Equador, a uma altitude entre 878 e 1 082 metros. É encontrada nas florestas nubladas nos Andes. A espécie foi descrita no dia 21 de julho de 2016, a partir da análise do ADN celular e mitocondrial e de características morfológicas. A espécie ainda não foi avaliada pela União Internacional para a Conservação da Natureza (UICN), mas possivelmente receberá o estatuto de espécie deficiente de dados (DD).